# Филаделфије (византијски епископ)
Филаделфије (грч. Φιλαδελφος) је био византијски епископ у периоду од 211. до 217. године.
Дужност је преузео после епископа Марка I (или другог епископа, чије име није познато, који је водио епархију током 8 година прогона хришћана од стране римског цара Септимија Севера).
Умро је 217. Његов наследник је био Киријак. 